# Municipio di Innsbruck

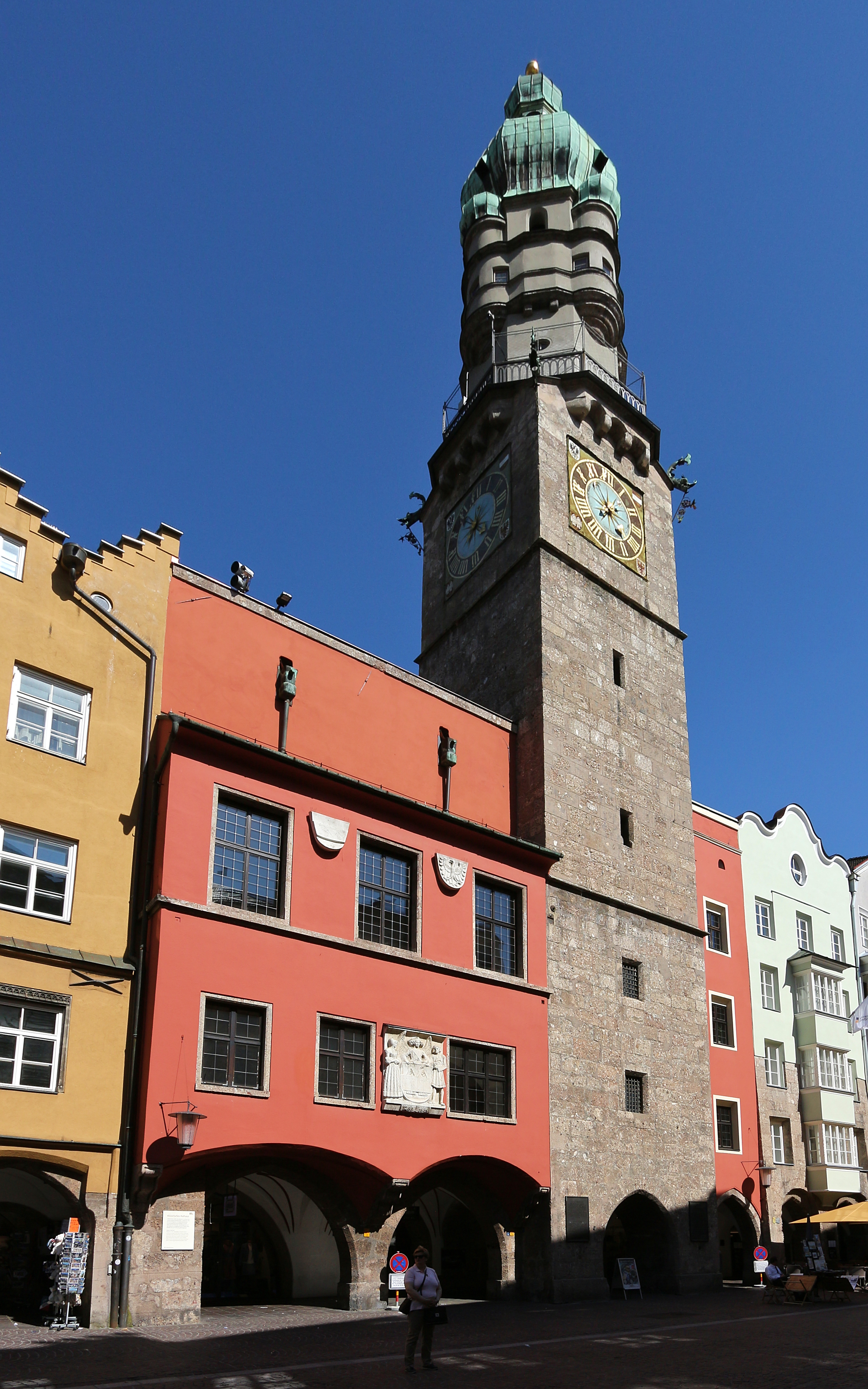
Vecchio municipio con la torre della città

Il Municipio di Innsbruck (in tedesco Rathaus Innsbruck) è il palazzo comunale della città di Innsbruck. Il Municipio Nuovo (Neues Rathaus), attualmente in uso, è stato edificato nel 1897, mentre il Municipio Vecchio (Altes Rathaus), che si trova nel centro storico cittadino, risale al 1385.

## Municipio Vecchio

### Storia

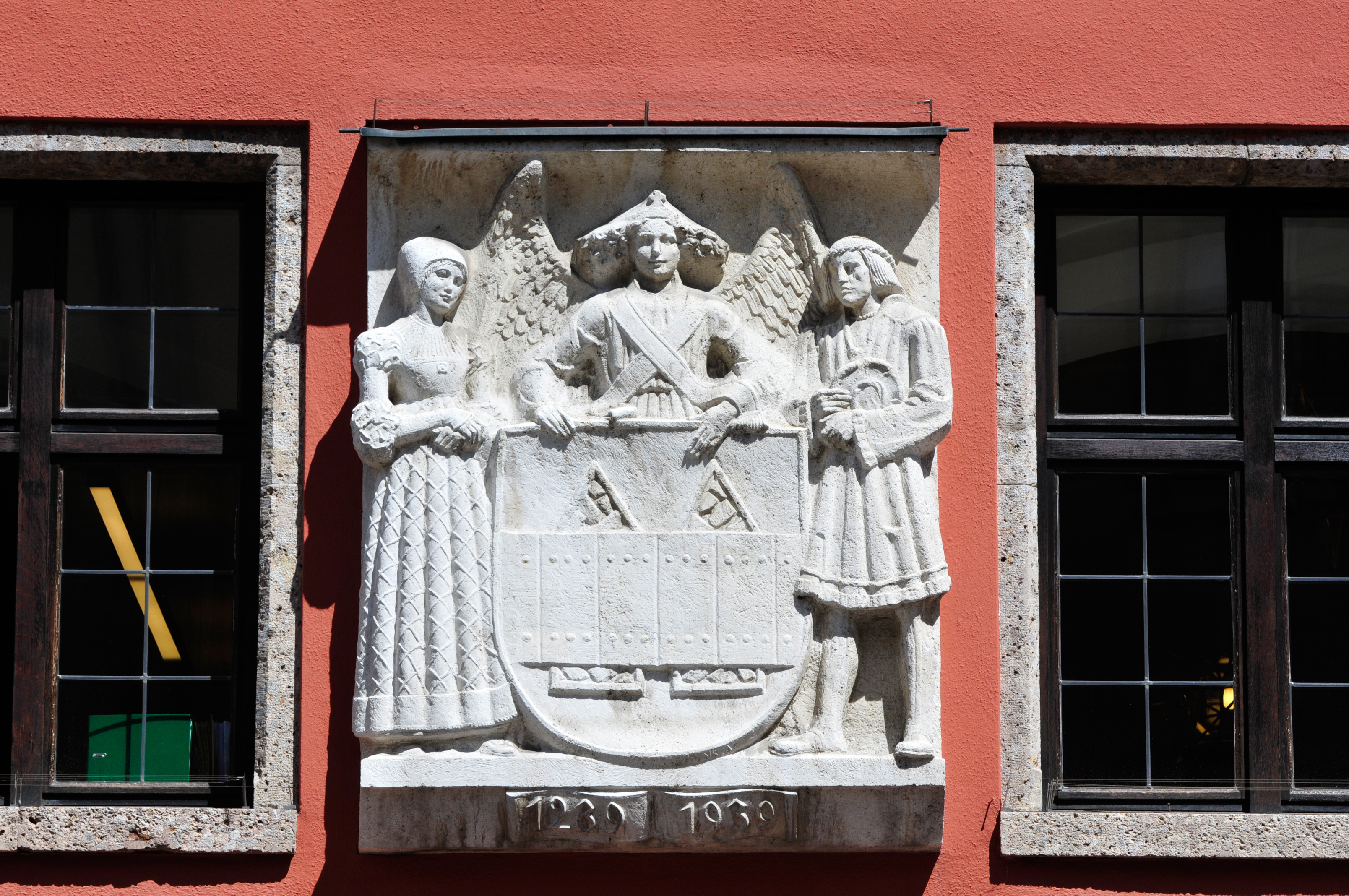
Rilievo dello stemma cittadino sul vecchio municipio

L'attività ufficiale dell'amministrazione comunale era originariamente svolta nell'appartamento del sindaco, del giudice o del cancelliere comunale. A metà del XIV secolo, il lavoro amministrativo era così grande che si era reso necessario un edificio ufficiale separato. L'8 maggio 1358, il sovrano, il margravio Ludovico del Brandeburgo, concesse uno sconto fiscale che consentì l'acquisto di una casa di città sulla piazza del paese. Questo venne trasformato nel primo municipio di una città tirolese. Nel 1442-1450 fu ampliato acquistando la casa adiacente a sud e fu costruita la torre della città. Nel 1450–1660 fu acquistata un'altra casa stretta a sud della torre cittadina. Nel 1496 una camera del consiglio separata ("jnn the prudent ersamen vnnd weysen mayor vnnd rats zu Jnnspruggs hinder normal bike rooms") è menzionata come luogo notarile.
In origine il municipio aveva solo un piano superiore e una soffitta, oltre a un tetto a falda alta con la facciata a capanna rivolta verso la piazza del paese. Gli fu dato l'aspetto attuale durante una ristrutturazione nel 1658. Come era consuetudine all'epoca in molti municipi dei paesi di lingua tedesca, l'edificio era diviso in tre parti: un grande magazzino e la banca del pane erano al piano terra, la sala del consiglio, gli uffici amministrativi della segretaria comunale e l'archivio comunale al primo piano. Al secondo piano, una grande sala di 110 m² era la sala di rappresentanza della cittadinanza. Nel 1691 il municipio fu ristrutturato da Johann Martin Gumpp il Vecchio, dopo i danni del terremoto.
Nel 1897 il municipio fu sostituito dal nuovo municipio in Maria-Theresien-Straße e poi utilizzato per altri scopi. In occasione dell'800º anniversario di Innsbruck, nel 1980, l'Ufficio Cultura e Istruzione si trasferì nell'edificio, che da allora è tornato ad essere un edificio degli uffici comunali.

### Descrizione
L'ampio e profondo edificio a pianta rastremata verso il retro racchiude ora, su tre lati, la torre cittadina. Ha tre assi delle finestre a nord della torre della città e uno a sud. La parte settentrionale è costituita da un edificio frontale di tre piani con un muro cieco e un edificio Stöckl di quattro piani, collegati da un ampliamento a livello del suolo. Il primo e il secondo piano superiore dell'edificio anteriore emergono dalla strada e sono allo stesso livello della torre cittadina, anch'essa prospiciente. Un rilievo sulla facciata mostra un angelo con lo stemma cittadino e una coppia di cittadini in costume del XVI secolo , creato nel 1939 per commemorare il 700º anniversario della conferma dello statuto della città da parte di Hans Andre. Il passaggio conduce ad un cortile interno con fontana.

### Torre della città
La torre della città, alta m 56 metri, fu costruita intorno al 1450. Originariamente dotata di una guglia a punta, fu trasformata in una cupola a cipolla rinascimentale intorno al 1560. È l'edificio più antico di questo tipo in Austria, costruito su modelli italiani. Era un'espressione della fiducia in se stessi della borghesia nei confronti dei signori sovrani delle città residenti nel Neuer Hof. Il guardiano della torre doveva fare attenzione ai rischi di incendio, tenere gli occhi aperti per individuare eventuali nemici e mantenere la tranquillità in città. Dalla galleria della torre, a 33 metri d'altezza, si ha una vista sui tetti della città.

## Municipio Nuovo

### Storia

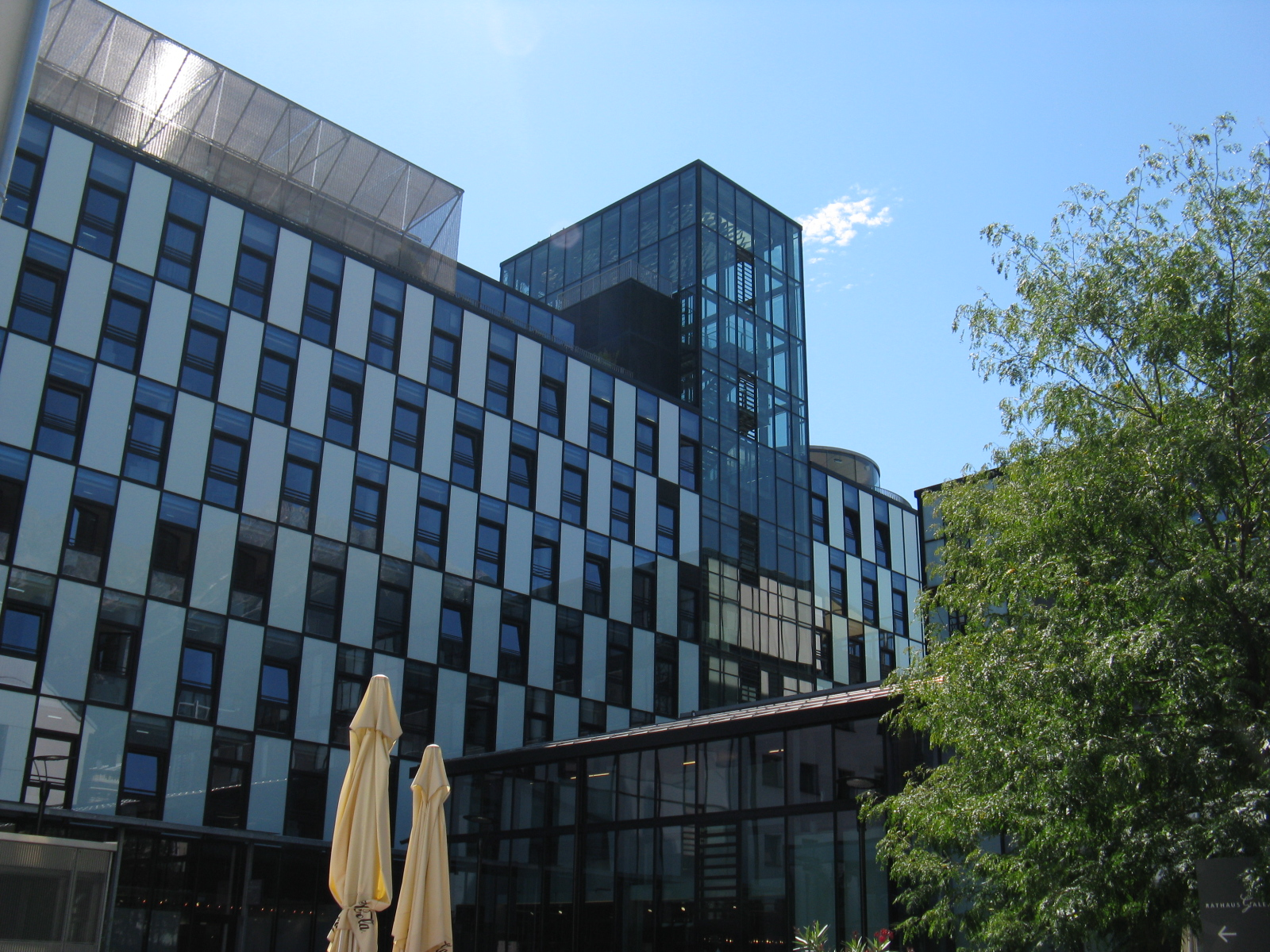
Estensione dal 2002

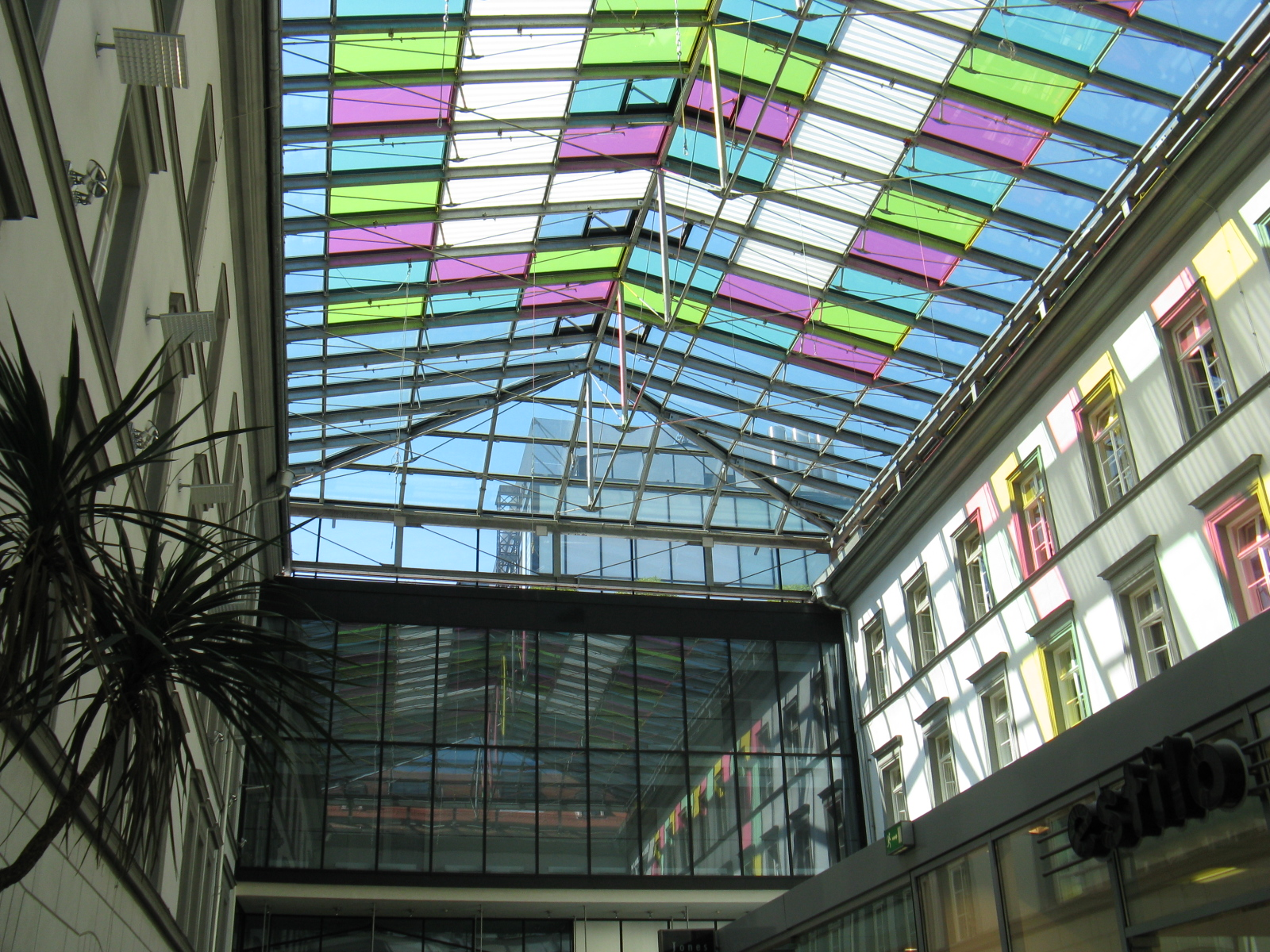
Passaggio

Tre case di città gotiche in Maria-Theresien-Straße, allora conosciuta come Neustadt, furono aperte all'inizio del XVIII secolo. L'edificio fu trasformato nel barocco Palais Künigl nel XIX secolo su progetto di Johann Martin Gumpp il Vecchio. Nel 1810 fu acquistato dal mercante Leopold Ferstl, e nel 1847 dall'albergatore viennese Ernst Manlik, che nel 1848 lo fece trasformare in Hotel d'Autriche. Fu il primo hotel sulla piazza, ma dovette chiudere nel 1876 a causa della concorrenza dei nuovi hotel di Bahnhofsplatz. Nel 1882 fu acquistato dal grossista di carta di Innsbruck Leonhard Lang, che lo usò per la sua attività e lo ampliò, dandolo poi alla città di Innsbruck come nuovo municipio nel 1897. Per questo venne nominato cittadino onorario nello stesso anno. Il 10 novembre 1897 il magistrato cittadino si trasferì dal centro storico al nuovo municipio.

### Descrizione
Il complesso del palazzo, originariamente barocco, consisteva in un'ala principale a quattro piani a dodici assi e due ali trasversali a tre piani. Durante la ristrutturazione del 1848, la facciata fu ridisegnata in stile neoclassico. I quattro assi centrali della facciata, rigorosamente simmetrica, sono strutturati da colossali pilastri che si estendono su tutti i piani. C'è un balcone al secondo piano.
La croce o l'ala della sala nel cortile interno, con affreschi di Ferdinand Wagner, fu distrutta dalle bombe nel 1944. L'ala ovest del municipio, sulla Fallmerayerstraße, risale al 1939.

### Estensione
Dalla metà degli anni 1980 era previsto l'ampliamento del municipio, che è stato finalmente realizzato in un progetto della città di Innsbruck con investitori privati. Nel 2002 è stato inaugurato il complesso del municipio, notevolmente ampliato, progettato dall'architetto francese Dominique Perrault, che, oltre ai nuovi locali per l'amministrazione comunale, comprende un hotel congressuale con giardino pensile, una galleria commerciale (gallerie del municipio) e un parcheggio sotterraneo. Il passaggio crea un collegamento tra Maria-Theresien-Straße, Adolf-Pichler-Platz e Anichstraße. È coperto da un tetto in vetro con singoli pannelli di vetro colorato, progettato da Daniel Buren. Al centro del passaggio si trova l'ingresso al nuovo municipio, sopra si eleva la torre dell'ascensore, alta 37 metri, il cui ultimo piano è accessibile come piattaforma panoramica. La facciata della torre è stata progettata da Peter Kogler. Il nuovo edificio a sei piani si trova isolato tra i due vecchi edifici e ha una facciata in vetro bianco e nero a scacchiera.
Nel corso della costruzione del nuovo edificio e del parcheggio interrato, sono state scoperte ed esaminate archeologicamente parti del cimitero ospedaliero, abbandonato nel 1856.